# Terre de parole, Terre de partage
Terre de parole, Terre de partage est la devise de la collectivité française de Nouvelle-Calédonie, qui s'ajoute à la devise Liberté, Égalité, Fraternité qui reste celle de la République française dont l'archipel fait partie. Elle constitue l'un des cinq signes identitaires prévus par l'Accord de Nouméa. 

## Historique
La phrase « Terre de parole, Terre de partage » est inventée par Jean-Brice Herrenschmidt, chercheur à l'IRD de Nouméa en géographie culturelle et sciences sociales, spécialisé dans l'étude des territoires coutumiers en Mélanésie. Elle est candidate du concours organisé par le Comité de pilotage sur les signes identitaires du pays (CPSIP) pour choisir trois de ces symboles (l'hymne, la devise et le graphisme des billets de banque). En effet, l'article 5 du premier titre de l'Accord de Nouméa signé en 1998 prévoit que : Des signes identitaires du pays, nom, drapeau, hymne, devise, graphismes des billets de banque devront être recherchés en commun pour exprimer l'identité kanake et le futur partagé entre tous. Ceux-ci doivent être définis alors comme une marque de l'autonomie de la collectivité de Nouvelle-Calédonie, et non pas comme une accession à l'indépendance. 
« Terre de parole, Terre de partage » devient la devise lauréate au début du mois d'avril 2008 et est adoptée officiellement par le gouvernement collégial local (en même temps que le projet d'hymne et les propositions de graphisme des billets) le 26 juin 2008, date du 20e anniversaire des Accords de Matignon, en étant interprétée par la chorale Mélodia. 
Le projet de devise, de même que l'hymne (mais pas la graphie des billets, changement jugé prématuré et couteux), est approuvé par le Conseil économique et social local le 29 août 2008. Le projet de loi de pays sur les trois signes reçoit par la suite l'agrément du Conseil d'État le 21 octobre 2008. 
Cette devise apparaît indirectement dans le discours de politique générale prononcé par le président du Gouvernement local, Philippe Gomès, devant le Congrès de la Nouvelle-Calédonie le 31 août 2009. En effet, il y présente cinq axes prioritaires à l'action de son gouvernement pour la mandature, résumés à travers cinq phrases : « terre de parole », « terre de partage », « terre de développement », « terre de respect » et « terre de vivre ensemble »
Le 28 juillet 2010, la Commission spéciale des signes identitaires du Congrès de la Nouvelle-Calédonie adopte à l'unanimité ce projet de loi, et donc la devise. Le projet de loi de pays portant sur les trois premiers signes identitaires (hymne, devise et graphie des billets) est finalement adopté en séance plénière du Congrès le 18 août 2010, par 49 voix sur 54 tandis que 5 s'abstiennent (les 4 du Parti travailliste et Jean-Luc Régent du Rassemblement pour la Calédonie). 

## Symbolique
Lors de l'exposé des motifs de la loi de pays relative aux signes identitaires de la Nouvelle-Calédonie, l'auteur de la devise, Jean-Brice Herrenschmidt, a expliqué ainsi la symbolique des termes utilisés : 
« Le mot terre traduit l’enracinement en Nouvelle-Calédonie tant des Kanak que de tous ceux dont les ancêtres y sont enterrés.
Le mot parole témoigne du fait que la parole, ainsi que sa circulation, est fondatrice des sociétés kanak mais aussi que la parole donnée, qui a pris la forme technique d’« accords », exprime le désir de paix de tous.
Et le mot partage traduit tout à la fois, la possibilité d'une reconnaissance interculturelle, la communauté de destin, la solidarité et l’ouverture sur le monde. »
Lors de la séance du vote de la loi de pays, Jean-Brice Herrenschmidt se présente non comme l'auteur de la phrase mais comme « un passeur de mots » ou le « traducteur » d’une expression populaire, fruit de son expérience de chercheur sur le terrain. Il précise le sens des différentes expressions : la « Terre » est pour lui le « support de l’identité collective », tandis que la « parole [...] a organisé la société. C’est le fondement de la culture kanak. C’est ce qui permet à une démocratie de vivre ». Enfin le « partage » invite « à l’interculturalité », à la solidarité, à une meilleure répartition des richesses, à la communauté de destin.

## Critiques
Lors de la séance du vote de la loi de pays, la devise est surtout critiquée par l'unique élu du LKS, l'indépendantiste Nidoïsh Naisseline (qui a néanmoins voté le texte). Il émet une mise en garde à son égard : « Il faut se méfier des récupérations politiques », et regrette que l'expression ne soit pas réellement traduisible dans sa langue maternelle, le nengone. Il lui reproche également d'avoir été créée par un universitaire d'origine européenne (qu'il qualifie de « descendant de James Cook » car, « comme James Cook, arrive de l’extérieur ») et non par un Kanak, ajoutant : « Je me méfie des spécialistes du monde kanak ou monde calédonien »,.